# Niklas Nyhlén
Niklas Larsson-Nyhlén (Malmö, 1966. március 21. –)  svéd válogatott labdarúgó.

## Pályafutása

### Klubcsapatban
Pályafutását a BK Olympic csapatánál kezdte 1984-ben. Még ugyanebben az évben a jugoszláv bajnokságban szereplő FK Vojvodina csapatához igazolt, de egy szezont követően visszatért az Olympic együtteséhez. 1987-ben a Malmö igazolta le. A Malmö színeiben eltöltött hét szezon alatt három alkalommal lett svéd bajnok, egy alkalommal pedig kupagyőztes. Az 1994–95-ös szezont a skót másodosztályban szereplő Ayr Unitedban töltötte. 1995-ben visszaigazolt Malmö-be, hol újabb két szezont játszott. Ezt követően szerepelt még a német Stuttgarter Kickers, az olasz Cosenza Calcio, a kínai Dalian Shide, a svéd Halmstads és a német VfB Leipzig csapataiban.

### A válogatottban
1989 és 1990 között 8 alkalommal szerepelt a svéd válogatottban és 1 gólt szerzett. Részt vett az 1990-es világbajnokságon.

## Sikerei, díjai
Malmö
- Svéd bajnok (3): 1987, 1988, 1989
- Svéd kupa (1): 1988–89

Dalian Shide
- Kínai bajnok (1): 1997